# ويسكو (ميزوري)

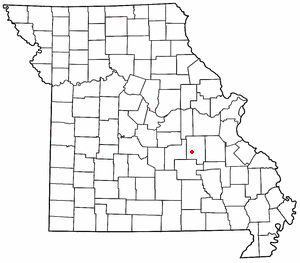
موقع ويسكو، ميزوري

ويسكو (بالإنجليزية: Wesco)‏ هي إحدى المجتمعات الفردية (غير مصنفة) في ولاية ميزوري في الولايات المتحدة الأمريكية.